# Latvijas PSR čempionāts futbolā 1952
L'edizione 1952 del massimo campionato di calcio lettone fu l'8ª come competizione della Repubblica Socialista Sovietica Lettone; il titolo fu vinto dall'ASK, giunto al suo secondo titolo.

## Formato
Il campionato era formato da undici squadre che si incontrarono in gironi di andata e ritorno 22 turni e 20 incontri per squadra; erano assegnati due punti alla vittoria, un punto al pareggio e zero per la sconfitta.

## Classifica finale
|                        | Pos. | Squadra             | Pt | G  | V  | N | P  | GF | GS | DR  |
| ---------------------- | ---- | ------------------- | -- | -- | -- | - | -- | -- | -- | --- |
| RSS Lettone (bandiera) | 1.   | AVN Riga            | 38 | 20 | 18 | 2 | 0  | 97 | 11 | +86 |
|                        | 2.   | Sarkanais Metalurgs | 36 | 20 | 17 | 2 | 1  | 56 | 11 | +45 |
|                        | 3.   | Spartak Riga        | 25 | 20 | 11 | 3 | 6  | 31 | 23 | +8  |
|                        | 4.   | Vulkans Kuldiga     | 22 | 20 | 10 | 2 | 8  | 48 | 29 | +19 |
|                        | 5.   | VEF Riga            | 21 | 20 | 9  | 3 | 8  | 57 | 31 | +26 |
|                        | 6.   | Daugava Talsi       | 21 | 20 | 9  | 3 | 8  | 31 | 53 | -22 |
|                        | 7.   | Dinamo Ventspils    | 16 | 20 | 7  | 2 | 11 | 20 | 54 | -34 |
|                        | 8.   | Dinamo Riga         | 14 | 20 | 4  | 6 | 10 | 26 | 54 | -28 |
|                        | 9.   | Dinamo Rēzekne      | 12 | 20 | 5  | 2 | 13 | 17 | 48 | -31 |
|                        | 10.  | DzSK Riga           | 10 | 20 | 3  | 4 | 13 | 18 | 54 | -36 |
|                        | 11.  | Daugava Rīga        | 5  | 20 | 1  | 3 | 16 | 17 | 50 | -33 |